# Corythalia excavata
Corythalia excavata là một loài nhện trong họ Salticidae.
Loài này thuộc chi Corythalia. Corythalia excavata được Frederick Octavius Pickard-Cambridge miêu tả năm 1901.